# Tintín (Las aventuras de Tintín)
Tintín es un personaje de historieta creado por el dibujante belga Hergé, protagonista de la serie Las aventuras de Tintín. Sus aventuras se empezaron a publicar por fascículos en la revista Le Petit Vingtième en 1929.
Se trata de un joven reportero intrépido que, acompañado de su inseparable perrito Milú, se embarcará en una serie de aventuras que lo llevarán por los cinco continentes enfrentándose a menudo a todo un grupo de malvados (Rastapopoulos, Allan Thompson, el doctor Müller, etc.) rodeado de sus amigos, que irá conociendo con el tiempo, como el capitán Haddock, el profesor Tornasol o los poco afortunados detectives Hernández y Fernández, entre otros.
Hergé bautizó a su personaje inspirándose en el álbum de Benjamin Rabier Tintín Lutin, que apareció en 1897, y la vestimenta de Tintín se parece a la de otro personaje del mismo álbum, Onésimo. En el álbum de Rabier, 'Tintín' es el hipocorístico del nombre Martin, si bien también podría serlo de Augustin. En cuanto a su "personalidad", Tintín se puede considerar como el "descendiente" de Totor, un precedente personaje creado por Hergé en 1926.
El 1 de enero de 2025 en las primeras versiones del personaje creado en 1929, entran a ser en dominio público.

## Evolución
Tintín aparece por primera vez en Le Petit Vingtième, suplemento infantil del diario belga Le Vingtième Siècle (El Siglo Veinte), el 10 de enero de 1929. Ya desde la primera historieta, a Tintín le acompaña un perro blanco de raza fox terrier llamado Milú.
Originariamente es un reportero de Le Petit Vingtieme. Más adelante seguirá siendo reportero, aunque no se dirá de qué publicación, y de hecho casi nunca le veremos actuar como tal. Al principio su compañero es solo el perro Milú, pero a partir del cuarto álbum, Los cigarros del faraón, conocerá a los policías Hernández y Fernández. A partir del noveno, El cangrejo de las pinzas de oro, le acompañará también el capitán Haddock, y ocasionalmente otros personajes secundarios, como el profesor Tornasol y Bianca Castafiore. Hasta El tesoro de Rackham el Rojo, el protagonista vive con su perro en un piso situado en la calle del Labrador 26, en una ciudad poco definida aunque a todas luces se trata de Bruselas. A partir del álbum mencionado, se traslada al castillo de Moulinsart, residencia del capitán Haddock.

## Descripción

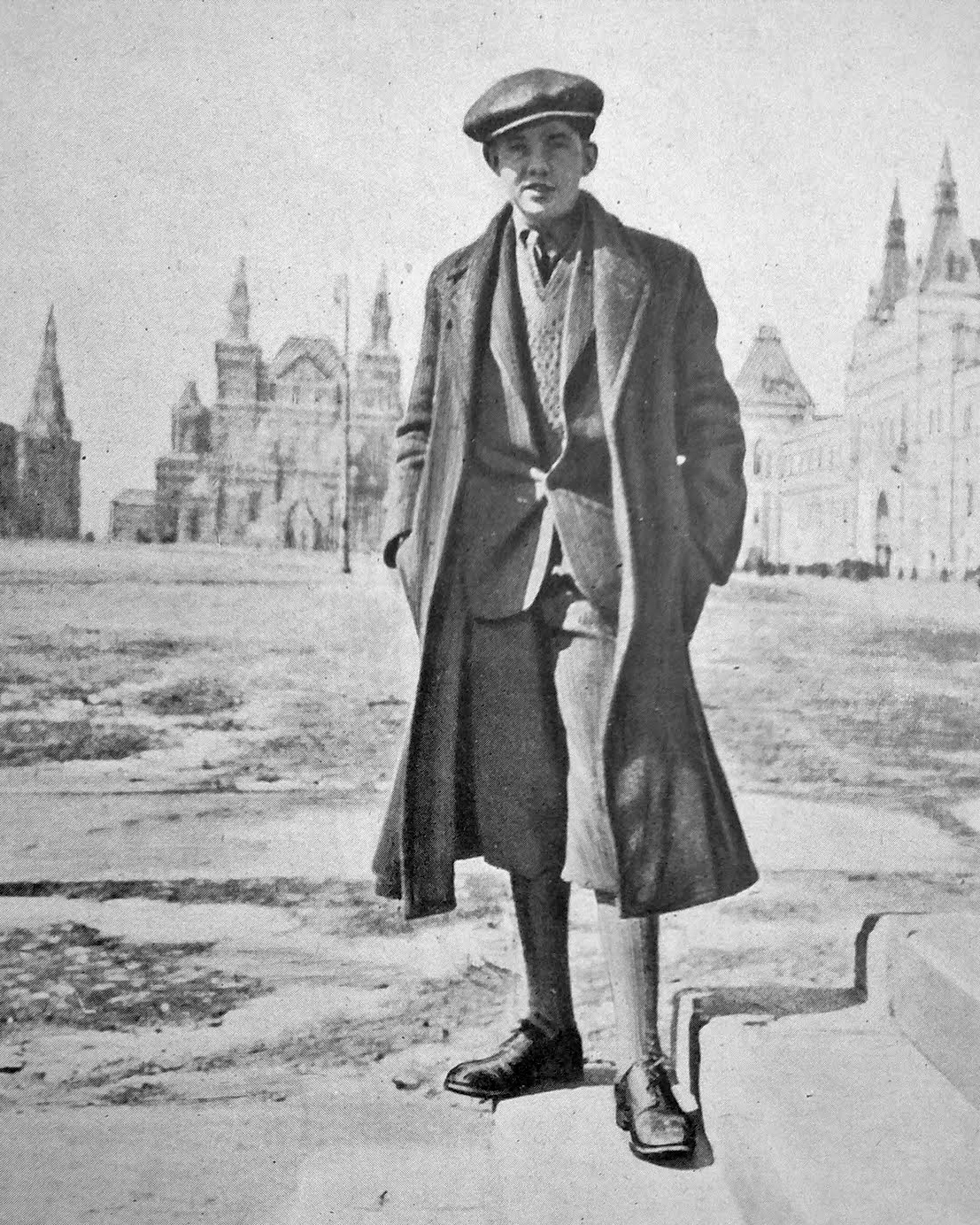
Palle Huld, durante su viaje por el mundo en 1928, casi sin duda influenció a Hergé para crear a Tintín.

### Físico
Tintín es joven, rubio, de mediana estatura, y tiene un característico tupé. Su edad es difícil de determinar: no es adolescente pero tampoco adulto (se podría estimar que tiene alrededor de 20 años de edad). Como suele ocurrir con los personajes de cómic, Tintín apenas cambia a lo largo de los años. Desde 1929 hasta 1976 mantendrá su aspecto juvenil y su atuendo variará poco, apenas el color de los calcetines o el de la camisa. Solo en la última de sus aventuras publicadas, Tintín y los 'Pícaros', cambiará sus bombachos por unos pantalones campana, más a la moda.

### Carácter
En cuanto a su carácter, encarna la perfecta bondad, no fuma, no bebe, salvo en muy pocas ocasiones, más que agua. No parece tener ninguna afición en particular ni practica ningún deporte, aunque le gustan los paseos por el campo y en alguna ocasión se nos muestra haciendo gimnasia casera y después yoga. Es extremadamente inteligente e ingenioso, tiene bastante más fuerza física de la que aparenta, una increíble facilidad para los idiomas, y sabe conducir todo tipo de vehículos, incluidos aviones y carros de combate. También es un buen tirador. Es muy sensible ante la injusticia y capaz de sacrificarse por socorrer a los débiles. En Tintín en el Tíbet un lama dirá que tiene el "corazón puro".
Uno de los mejores amigos de Tintín es Tchang Tchong Yen (aparte del capitán Haddock y de Milú), un adolescente chino al que conoce en El Loto Azul, su quinta aventura. En esto sí que es un alter ego de Hergé, ya que Tchang está basado en un amigo real del autor, igualmente separado de él por diversas circunstancias.
Tintín siempre aparece con el mismo nombre, que necesariamente tiene que ser su apellido (de otro modo no recibiría correo a nombre de "Sr. Tintín"). A diferencia de otros personajes de la serie, el lector nunca conocerá su nombre completo (como sí ocurre con el malvado Rastapopoulos).

### Destrezas y habilidades
Desde el primer volumen en adelante, Hergé describió a Tintín como un experto en conducir o reparar cualquier vehículo mecánico con el que se cruzara, incluidos automóviles, motocicletas, aviones y tanques. Dada la oportunidad, Tintín se siente cómodo conduciendo cualquier automóvil, ha conducido un tanque lunar y se siente cómodo con todos los aspectos de la aviación. También es un operador de radio capacitado con conocimiento del Código morse. Da un puñetazo sólido a la mandíbula de un villano cuando es necesario, demuestra impresionantes habilidades de natación y es un gran tirador. Demuestra ser un ingeniero y científico capaz durante su aventura a la Luna. También es un excelente atleta, en excelentes condiciones, capaz de caminar, correr y nadar largas distancias. Hergé resumió así las habilidades de Tintín: "un héroe sin miedo ni reproche". Más que cualquier otra cosa, Tintín es un pensador rápido y un diplomático eficaz. Es simplemente un todoterreno, bueno en casi todo, que es lo que al propio Hergé le hubiera gustado ser.

### Personalidad

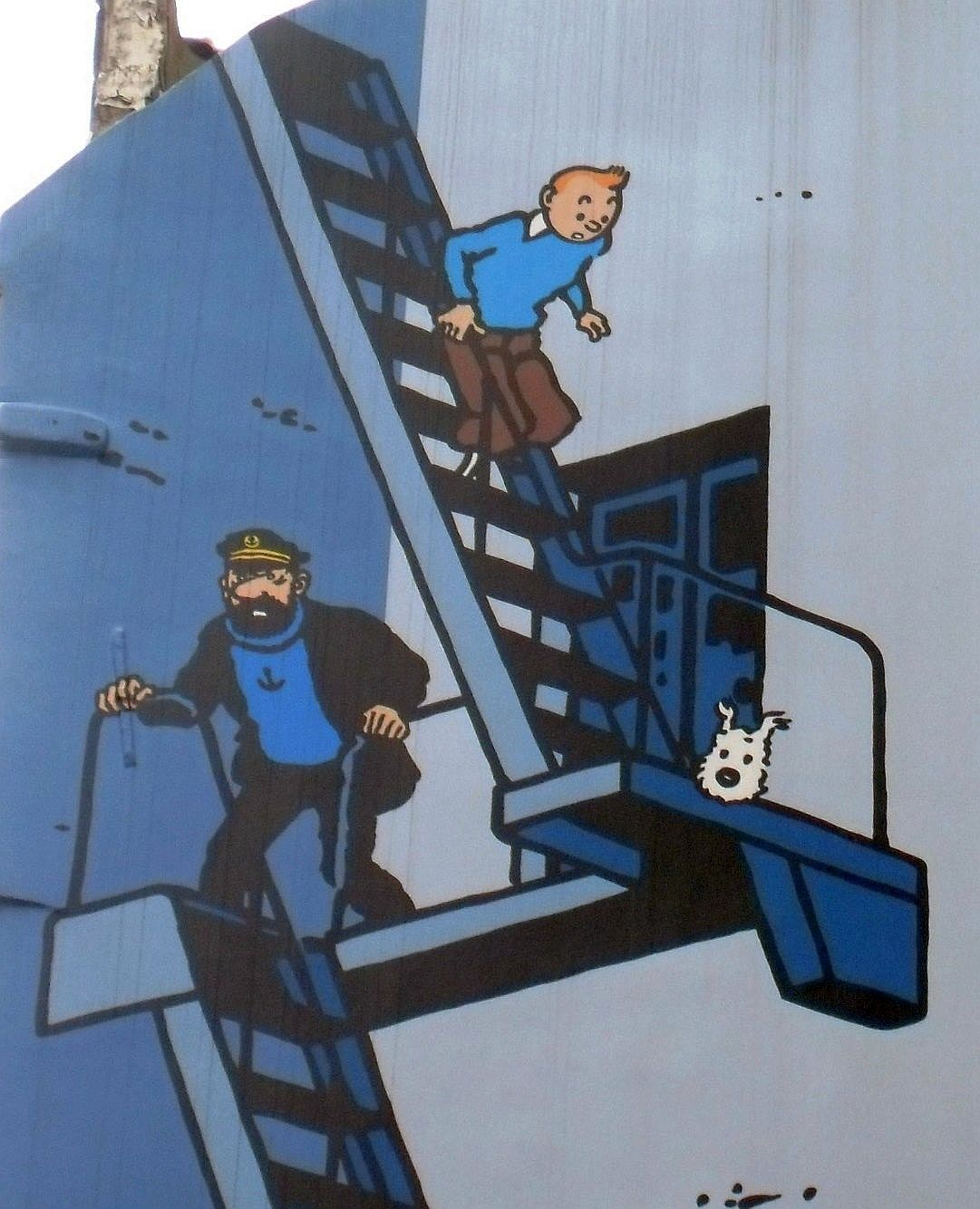
Grafiti de Tintín en el Rue de l'Etuve 37, Bruselas. La escena pertenece al cómic El asunto Tornasol.

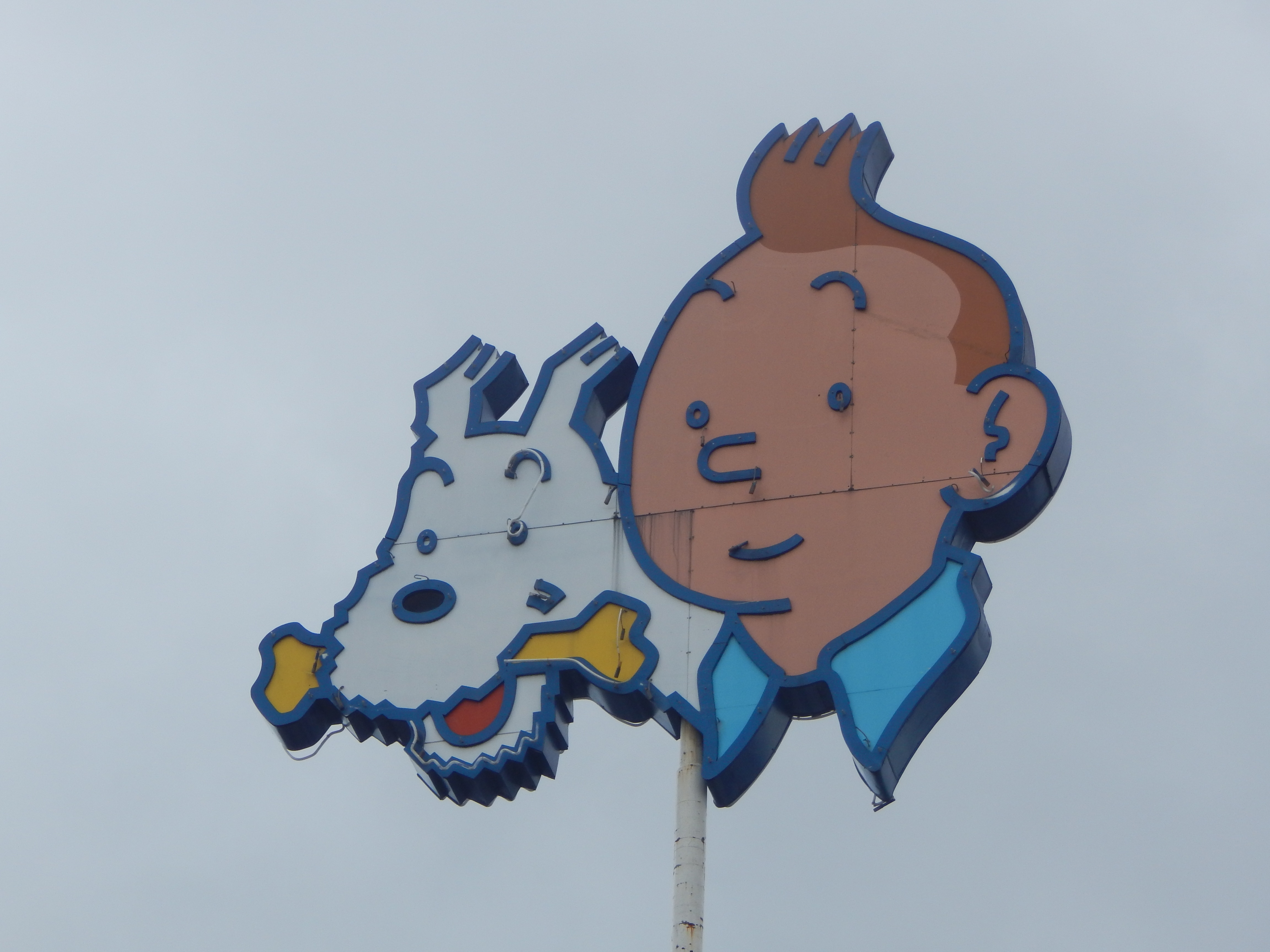
Tintín y Milú en la avenida Paul-Henri Spaak, Bruselas

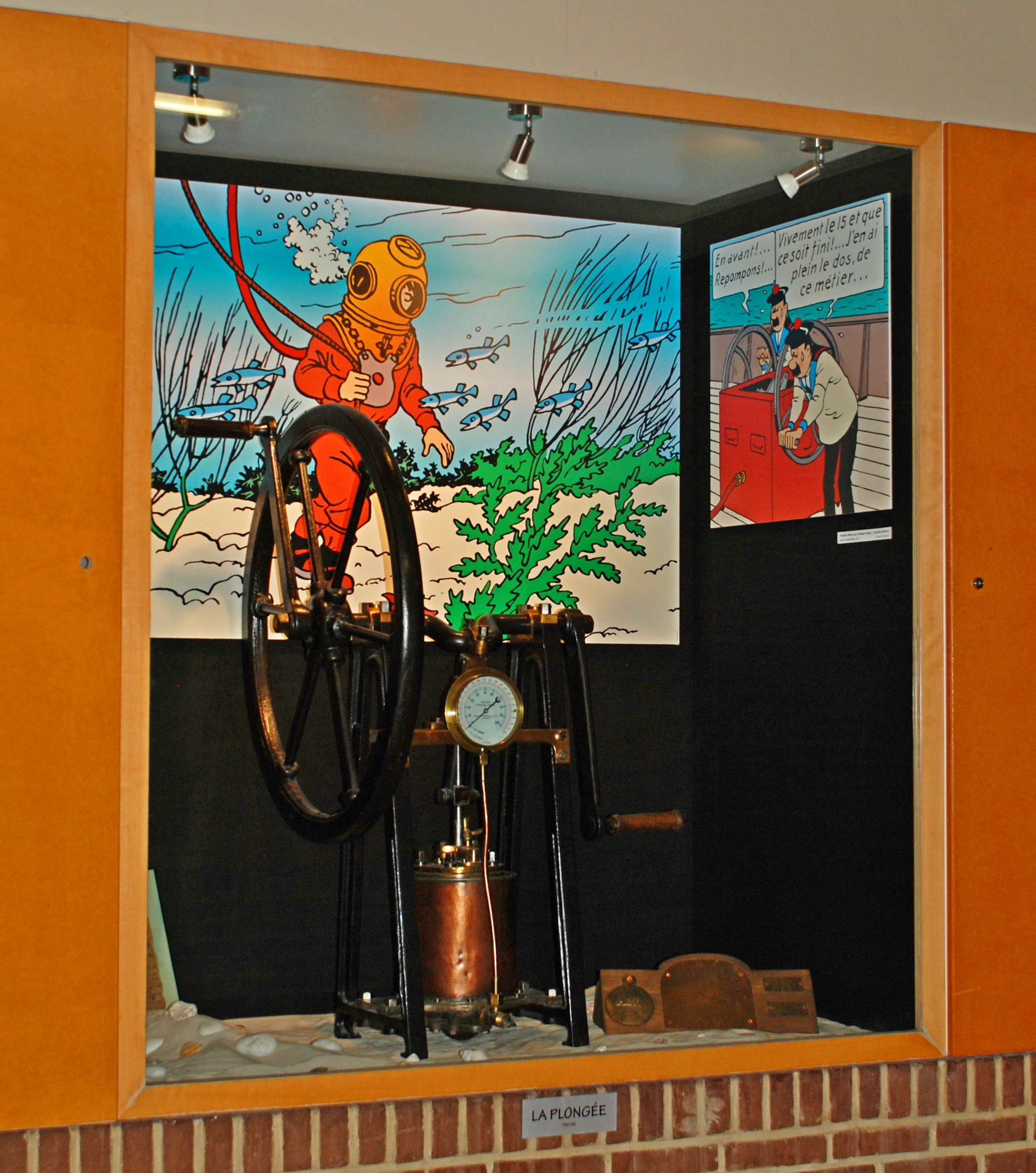
Tintín ilustrando el tema del buceo en los pasillos del centro deportivo Blocry de Lovaina-la-Nueva con escenas del álbum El tesoro de Rackham el Rojo.

La personalidad de Tintín evolucionó a medida que Hergé escribió la serie. Se relató que en las primeras aventuras, la personalidad de Tintín era "incoherente", ya que era "a veces tonto y a veces omnisciente, piadoso hasta la burla y luego inaceptablemente agresivo", en última instancia solo sirviendo como "vehículo narrativo". El biógrafo de Hergé Pierre Assouline señaló que en las primeras Aventuras, Tintin muestra "poca simpatía por la humanidad". Assouline describió al personaje como "obviamente célibe, excesivamente virtuoso, caballeroso, valiente, defensor de los débiles y oprimidos, nunca busca problemas pero siempre lo encuentra, es ingenioso, se arriesga, es discreto y no fumador".
Michael Farr consideró a Tintín como un joven intrépido de alto nivel moral, con quien su audiencia puede identificarse. Su personalidad bastante neutral permite un reflejo equilibrado del mal, la locura y la temeridad que le rodea, permitiendo al lector asumir la posición de Tintín dentro de la historia en lugar de meramente seguir las aventuras de un protagonista fuerte. La representación icónica de Tintín realza este aspecto, con el experto en cómics Scott McCloud notando que la combinación de la personalidad icónica y neutral de Tintín y el estilo de línea clara de Hergé, "inusualmente realista", permite al lector ocultarse en un personaje y entrar en un mundo estimulante.
En 2009 el columnista de The Times Matthew Parris especuló con la posibilidad de que Tintín fuese homosexual, basándose en una serie de razones tales como la ausencia de personajes femeninos más allá de la cantante de ópera Bianca Castafiore y el nulo interés de Tintín por ellas mientras que sí muestra una profunda amistad por el joven chino Tchang, por quién arriesga su vida en Tintín en el Tíbet o por el capitán Haddock, con quién vive en el palacio de Moulinsart a partir de El tesoro de Rackham el Rojo.

## Ocupación del personaje
Desde la primera aventura de Tintín, vive la vida de un reportero de campaña. Cuando viaja al Congo Belga, se dedica al fotoperiodismo. A veces, Tintín es quien es entrevistado, como cuando un reportero de radio le pide detalles "en sus propias palabras". Pero aparte de algunos ejemplos, nunca se ve a Tintín consultando con su editor o entregando una historia.
A medida que sus aventuras avanzan, se le ve menos a menudo reportando y es más a menudo visto como un detective, persiguiendo su propio periodismo de investigación desde su apartamento. Otros personajes se refieren a él como Sherlock Holmes, ya que tiene un intelecto agudo, un ojo para el detalle, y poderes de deducción.
La ocupación de Tintin se desplaza aún más en aventuras posteriores, abandonando todo pretexto de informar sobre las noticias y en su lugar haciéndolo en su papel de explorador. Claramente libre de preocupaciones financieras, después de El tesoro de Rackham el Rojo es invitado a vivir como huésped permanente en el majestuoso palacio de Moulinsart con el jubilado capitán Haddock y el profesor Tornasol. Tintín ocupa todo su tiempo con sus amigos, explorando el fondo del mar, cimas de las montañas y la superficie de la Luna (dieciséis años antes del astronauta Neil Armstrong). A través de todo esto, Tintín se ve envuelto en el papel de cruzado social internacional, manteniéndose al lado de los menos favorecidos y cuidando de los menos afortunados que él.

## Tintín en el cine
El personaje ha sido interpretado en el cine por Jean-Pierre Talbot en Tintín y el misterio del Toisón de Oro (1961) y Tintín y el misterio de las naranjas azules (1964), y por Jamie Bell (en captura de movimiento) en la película dirigida por Steven Spielberg Las aventuras de Tintín: el secreto del Unicornio (2011).